# Allowoodsonia whitmorei
Allowoodsonia whitmorei är en oleanderväxtart som beskrevs av Markgraf.. Allowoodsonia whitmorei ingår i släktet Allowoodsonia och familjen oleanderväxter. Inga underarter finns listade i Catalogue of Life.